# Prunay-le-Gillon
Prunay-le-Gillon é uma comuna francesa na região administrativa do Centro, no departamento Eure-et-Loir. Estende-se por uma área de 25,43 km². Em 2010 a comuna tinha 1 089 habitantes (densidade: 42,8 hab./km²).